# Pterolophia oshimana
Pterolophia oshimana är en skalbaggsart som beskrevs av Stefan von Breuning 1955. Pterolophia oshimana ingår i släktet Pterolophia och familjen långhorningar. Inga underarter finns listade i Catalogue of Life.